# Soriah Bangura
Soriah Bangura, né le 27 octobre 1993 à Créteil dans le Val-de-Marne, est un joueur français de basket-ball. Il évolue au poste d'intérieur. Il mesure 2m.

## Biographie
Le 2 juillet 2013, il commence sa carrière professionnelle à Lille.
Le 3 juillet 2015, après un an d'absence en raison d'une blessure, il signe au Basket Club d'Orchies en Pro B.
Le 17 août 2016, il signe à Rouen en Pro B.
Le 4 juillet 2017, il s'engage avec l'équipe d'Andrézieux-Bouthéon en Nationale 1. Mais, le 26 juillet 2017, il décide de signer à l'ALM Évreux Basket en Pro B.
Le 6 novembre 2018, il signe à Boulogne-sur-Mer en Nationale 1 en tant que pigiste médical de Michel Jean-Baptiste Adolphe.  Le 7 janvier 2019, il signe en Pro B au Poitiers Basket 86 pour remplacer Norville Carey (en) sur le mois de janvier.
En septembre 2021, Bangura retourne au Lille Métropole Basket Clubs : il pallie l'absence sur blessure d'Essomé Miyem.

## Clubs successifs
- 2013-2014 :  Lille Métropole Basket (Pro B)
- 2014-2015 : n'a pas joué (blessure)
- 2015-2016 :  BC Orchies (Pro B)
- 2016-2017 :  Rouen Métropole Basket (Pro B)
- 2017-2018 :  ALM Évreux Basket (Pro B)
- 2018-2019 :
  -  Stade olympique maritime boulonnais (NM1)
  -  Poitiers Basket 86 (Pro B)
  -  Lille Métropole Basket
- 2019-2020 :  Caen Basket Calvados (NM1)
- 2020-2021:  Poitiers basket 86 (Pro B)
- 2021-2022:  Denain Voltaire (Pro B)